# St. Thomas (Hohenbostel)

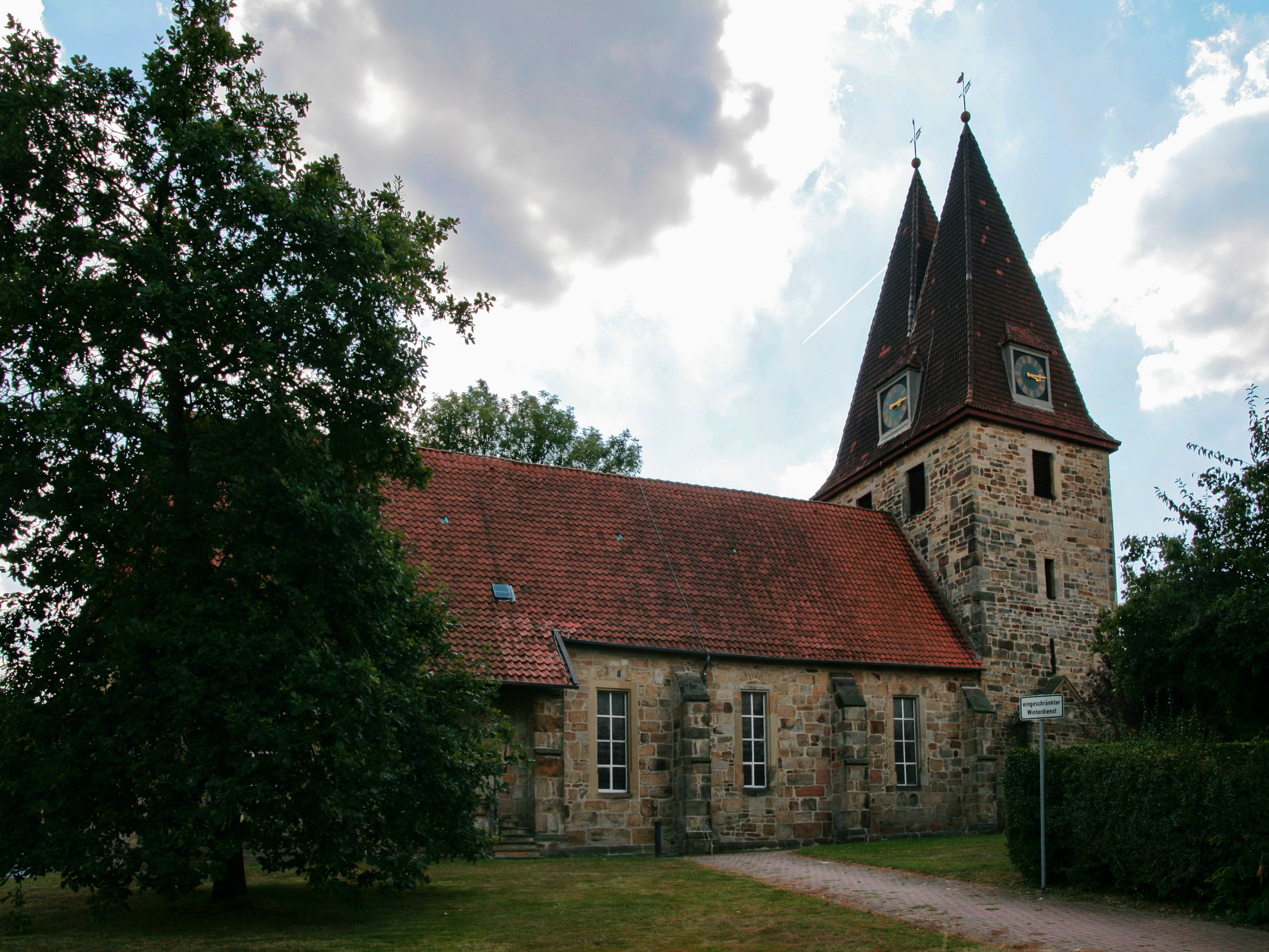
St. Thomas

Die evangelisch-lutherische denkmalgeschützte Kirche St. Thomas steht in Hohenbostel, einem Stadtteil der Stadt Barsinghausen in der Region Hannover in Niedersachsen. Die Kirchengemeinde gehört zum Kirchenkreis Ronneberg in der Evangelisch-lutherischen Landeskirche Hannover.

## Beschreibung

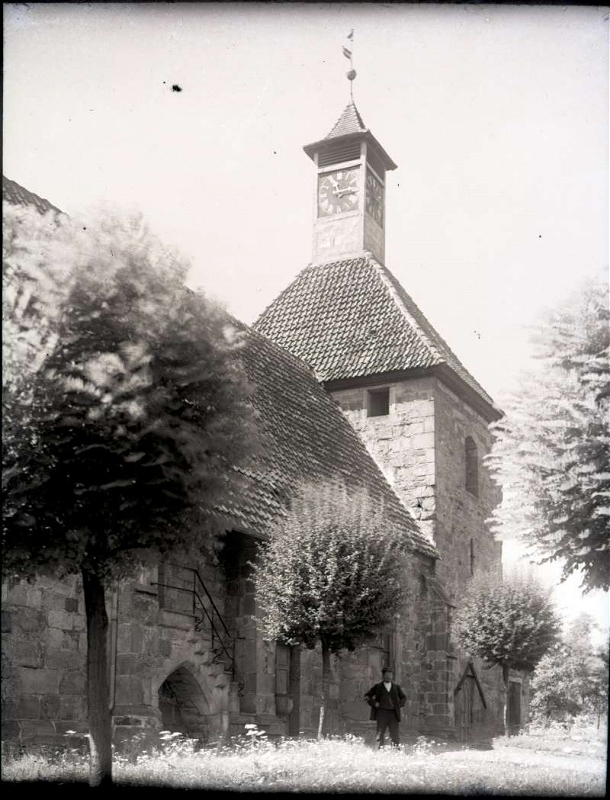
Die Kirche vor dem Umbau 1928. (Foto: August Kageler)

Die langgestreckte Saalkirche aus Bruchsteinen bzw. Quadersteinen hat einen Kirchturm im Westen, von dem einige Reste vom Ende des 12. Jahrhunderts erhalten geblieben sind. Im Jahre 1438 wurde der Chor angebaut, er erhielt 1462 seinen dreiseitigen Abschluss. Das Joch des Chors und der Polygonschluss sind von einem Kreuzrippengewölbe auf Konsolen überspannt. Der Schlussstein ist verziert mit Agnus Dei. Das mit einem Kreuzgratgewölbe überspannte Erdgeschoss des Turms ist mit gedrungenen rundbogigen Durchgängen zum Kirchenschiff geöffnet. Das ehemalige Mausoleum des Ritterguts Wichtringhausen ist am Turm angefügt. Bei einer 1928 fälligen Sanierung des Kirchendachs wurden so viele Spenden gesammelt, dass es möglich wurde, den Kirchturm mit doppelten spitzen Pyramidendächern zu bedecken. Das mit einer Holzbalkendecke überspannte Langhaus wurde 1653 erneuert, seine Wände und die des Chors werden durch Strebepfeiler gestützt. An der Südseite befindet sich ein spätromanisches Portal. Der Triumphbogen steht auf der Seite des Kirchenschiffs auf gotischen Kämpfern, auf der Seite des Chors auf romanischen.
In der Kirche befindet sich ein Opferstock vom Ende des 12. Jahrhunderts. Das umlaufende Chorgestühl stammt von 1584. Die Orgel mit 17 Registern, verteilt auf 2 Manuale und das Pedal, wurde 1967 von den Gebrüdern Hillebrand Orgelbau gebaut und 2004 von Georg Wünning restauriert.